# Diogmites unicolor
Diogmites unicolor là một loài ruồi trong họ Asilidae. Diogmites unicolor được Hull miêu tả năm 1958. Loài này phân bố ở vùng Tân Bắc giới.